# Ammoniumnitrat/nitrometan
Ammoniumnitrat/nitrometan, förkortat ANNM, är en blandning av ammoniumnitrat och nitrometan som används som sprängämne. Denna tvåkomponentsblandning patenterades under namnet Kinepak i USA av "Chief Scientist of the old Atlas Powder Company", Gerald L. Hurst år 1970. Ämnena är stabila var för sig och det behövs minst en #8 sprängkapsel/tändhatt för att detonera.
Blackbook munitions anger blandningen till AN 5:2 NM, nära stökiometrisk blandning för syrebalans. Blandningen har samma konsistens och "kladdighet" som blötsnö och det krävs cirka 1 gram högexplosivt ämne som initiator, till exempel pentyl eller NG (Nitroglycol). Det senare kan initieras med tändhatten från en vanlig gevärspatron. Kinepak används för bergsprängning och har samma sprängkraft som trotyl och dynamit. Det lämpar sig för bergsprängning i hårda kristallina bergarter som bland annat granit och gnejs.
Dess nackdelar är fuktkänsligheten, det behövs en tät plastpatron när det används i vattenfyllda borrhål. Största fördelen är att det är möjligt att blanda sprängämnet på plats och att det inte omfattas av regelverket för klass 1 explosiva varor när komponenterna förvaras var för sig.